# جيمس مان (سياسي)
جيمس مان (بالإنجليزية: James Mann)‏ هو سياسي أمريكي، ولد في 22 يونيو 1822 في غورهام في الولايات المتحدة، وتوفي في 26 أغسطس 1868 في نيو أورلينز في الولايات المتحدة. حزبياً، نشط في الحزب الديمقراطي. وقد انتخب عضو مجلس نواب مين وانتخب عضو مجلس ولاية مين وانتخب عضو مجلس النواب الأمريكي.